# こっとん
こっとんは長崎放送（NBCラジオ）で2017年4月3日から2018年3月30日まで平日13:00 - 15:50に放送されていたラジオ番組。なおこの記事ではNBCラジオ佐賀で放送されている『こっとん  Iスタジオ』についても記述する。

## 概要
NBCラジオは『満腹ワイド ラジDONぶり』→『情報コンビニ 午後ですよ』→『情報コンビニ 午後ゴGO!!』まで4時間ワイドのうち前半2時間を長崎とラジオ佐賀のスタジオを繋いで放送し、後半2時間は長崎で番組を継続、佐賀は一部改題（『別腹ワイド サガDONぶり』→『情報コンビニ 佐賀ですよ』）したうえでオリジナル番組を展開していた。
当番組はその二元中継が廃止されたうえ、放送時間が1時間短くなっている。そのためか、佐賀では木・金のみを差し替えて放送している。
番組コンセプトとしてはコットンのようにやわらかく優しい時間をお届けするために音楽もフルコーラスで流して、メッセージやリクエストも受け付ける。
しかし2018年3月30日をもって終了。同年4月2日から「ひるかラ!MIX」がスタートし、1年ぶりに長崎と佐賀との二元中継が復活する。

## パーソナリティ
太字はNBCアナウンサー
- 寄川淑仔（月曜・火曜）
- 斉藤絹子（水曜・木曜）
- 栗原優美（金曜）

## こっとん Iスタジオ
NBCラジオ佐賀が木曜と金曜に放送されている「こっとん」の佐賀版にあたる。なお番組タイトルの「Ｉスタジオ」は同局にあるラジオスタジオの愛称である。「こっとん」同様2018年3月30日をもって終了。

### パーソナリティ
- かくもとしほ（木曜）
- 田代奈々（金曜）

## 放送時間
- 月曜 - 金曜 13:00 - 15:50（NBCラジオ）
- 木曜 - 金曜 13:00 - 15:50（NBCラジオ佐賀）